# Reiner Rummel
Reiner Rummel (* 3. Dezember 1945 in Landshut, eigentlich Reinhard Rummel) ist ein deutscher Geodät und emeritierter Universitätsprofessor.

## Wirken
Reinhard Rummel studierte Vermessungswesen an der Technischen Hochschule München und promovierte 1974 an der TU Darmstadt. Nach einem zweijährigen Forschungsaufenthalt an der Ohio State University war er von 1976 bis 1978 wissenschaftlicher Mitarbeiter des Deutschen Geodätischen Forschungsinstituts.
1980 wurde er als Professor für Physikalische Geodäsie an die Technische Universität Delft berufen. 1993 wurde er zum Professor für Astronomische und Physikalische Geodäsie der Technischen Universität München berufen und leitete als Nachfolger von Rudolf Sigl das gleichnamige Institut bis 2009.
Nach verschiedenen Arbeiten in der Höheren Geodäsie und Anwendungen neuer Techniken in der Satellitengeodäsie ist er in das Grund-, Fach- und Vertiefungsstudium aus Geodäsie und Geoinformation eingebunden. Seine weiteren Spezialgebiete sind u. a.:
- Bezugssysteme der Geodäsie, Landesvermessung
- Erdmessung, Astronomische Geodäsie
- Gravimetrie und Potentialtheorie.

Reinhard Rummel gehört zu den wichtigsten Vertretern der modernen gradiometrischen Messverfahren und ist ein maßgeblicher Mitinitiator der ESA-Satellitenmission GOCE. Er ist auch Initiator und Namensgeber des globalen Erdbeobachtungs-Systems IGGOS (Birmingham 1999).
Rummel wohnt in München.

## Mitgliedschaften und Ehrungen
1997 wurde er als ordentliches Mitglied in die Bayerische Akademie der Wissenschaften gewählt., wo er als Vorsitzender der Kommission für Erdmessung und Glaziologie fungiert 2004 wurde er zum Mitglied der Leopoldina gewählt. Rummel ist ebenfalls Mitglied der Leibniz-Sozietät der Wissenschaften zu Berlin.
2005 erhielt er die Ehrendoktorwürde der Technischen Universität Graz und der Rheinischen Friedrich-Wilhelms-Universität Bonn, 2013 der Ohio State University und 2014 der Aristoteles-Universität Thessaloniki.
Für sein internationales Engagement im Bereich der Physikalischen Geodäsie und Satellitengravimetrie wurde ihm 2008 der Bayerische Verdienstorden und 2010 der Bayerische Maximiliansorden für Wissenschaft und Kunst verliehen. Vom DVW – Gesellschaft für Geodäsie, Geoinformation und Landmanagement e. V., dessen Mitglied er ist, wurde er für seine Leistungen um das deutsche und internationale Vermessungswesen im Jahr 2013 mit dem DVW-Preis ausgezeichnet. Für 2016 wurde ihm die Carl-Friedrich-Gauß-Medaille zugesprochen.

## Publikationen (Auswahl)
- mit Willi Freeden (Hrsg.): Handbuch der Geodäsie. Springer Spektrum, ISSN 2522-8161, doi:10.1007/978-3-662-46900-2 (6 Bände).